# Scutosaurus
Scutosaurus karpinski
Genre
Espèce
Scutosaurus (« reptile à bouclier » en grec ancien) est un genre fossile de Pareiasauridae dont la seule espèce connue est Scutosaurus karpinski.

## Datation

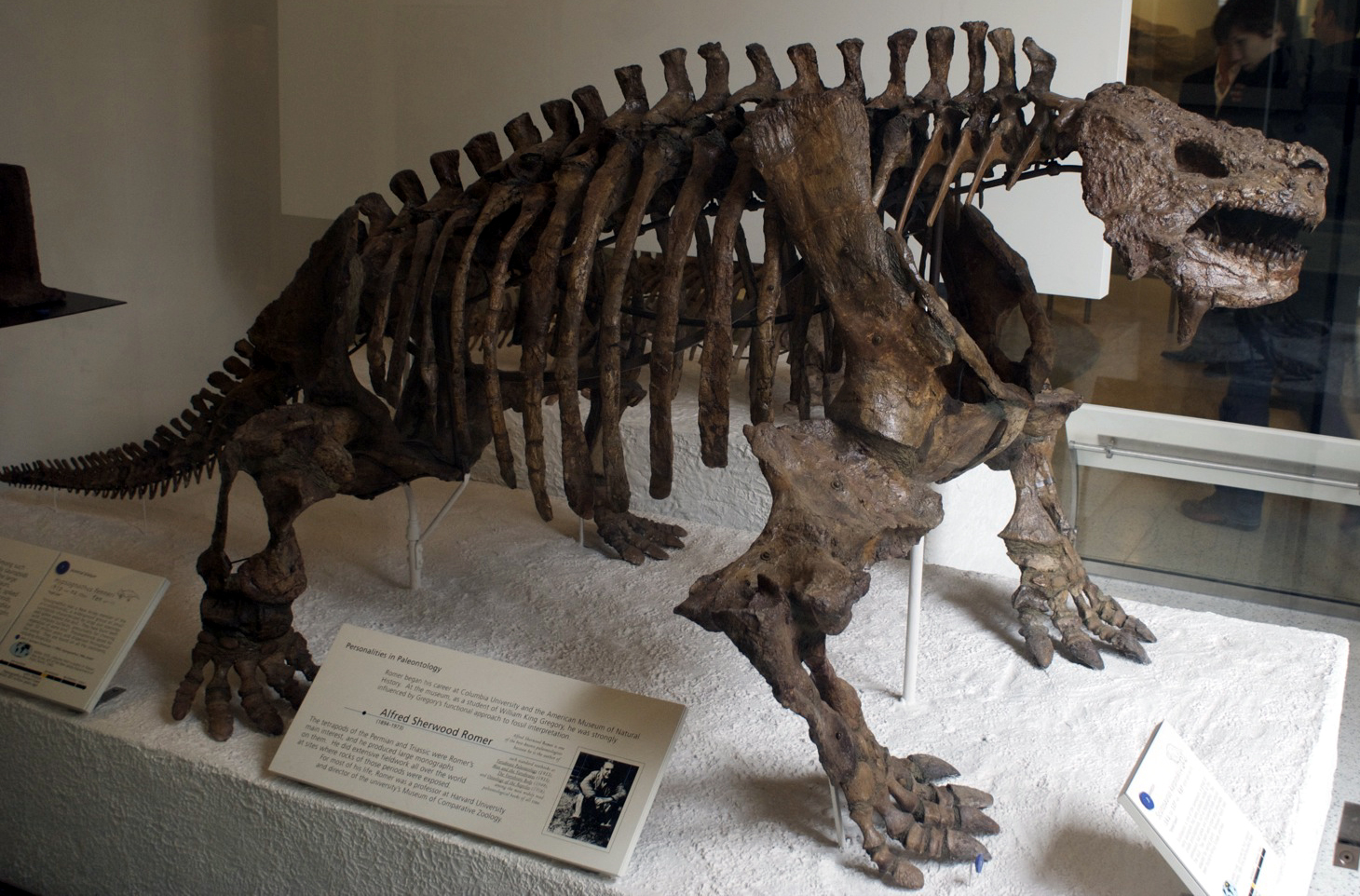
Squelette de Scutosaurus karpinski au Musée américain d'histoire naturelle.

Scutosaurus karpinski a vécu il y a environ 265 millions d'années, durant le Permien supérieur, dernière période du paléozoïque, sur la partie de l'ancien continent de Laurasie qui est aujourd'hui la Sibérie. C'était à l'époque un vaste semi-désert steppique semblable au désert de Gobi, le Permien étant la période la plus sèche du Paléozoïque. Le genre disparaît au Wuchiapingien, lors de l'extinction Permien-Trias.

## Description
Scutosaurus était un sauropside massif, long de 2 à 3 mètres, avec une armure osseuse et plusieurs pointes défendant son crâne, d'où son nom. Malgré sa taille relativement modeste, Scutosaurus est puissant et musclé. Ses courtes pattes l'empêchaient d'atteindre de grandes vitesses et c'est son « armure » de plaques dures et osseuses sous la peau, semblable à une brigandine, qui lui permettait de faire face aux attaques de grands prédateurs comme le synapside Inostrancevia.

## Paléobiologie
En tant qu'herbivore vivant dans un climat semi-aride, y compris des déserts, l'animal devait surtout fréquenter les oasis pour trouver des végétaux frais à brouter. Ses dents aplaties pouvaient écraser les feuilles et les jeunes branches avant de les digérer dans son gros intestin. Scutosaurus aurait avalé des gastrolithes pour digérer les plantes, comme le feront plus tard certains sauropodes du Mésozoïque.

## Scutosaurusau cinéma
Des scutosaures sont représentés dans la série Sur la terre des géants dans le désert au Permien, l'un d'entre eux y est chassé puis tué par un Inostrancevia.

## Classification
Le nom valide complet (avec auteur) de ce taxon est Scutosaurus Hartmann-Weinberg (d), 1930.
L'espèce Scutosaurus karpinski a été décrite pour la première fois en 1922 par Amalitzky (1860-1917) sous le protonyme Pareiosaurus karpinskii.